# Cultura machalilla

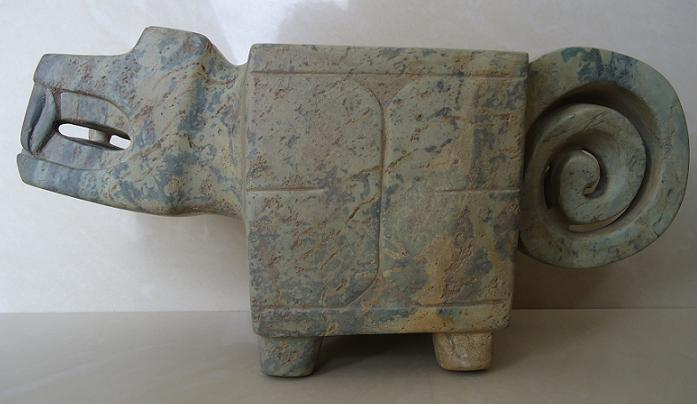
Mortero valdivia-machalilla con forma de jaguar, Costa Sur, Ecuador (2000 a 1300 a. C.).

Machalilla fue un pueblo precolombino que se localizó en la zona costera de la parte sur del actual Ecuador, en las actuales provincias de Manabí y Santa Elena.

## Origen
Los indicios de excavaciones arqueológicas, han encontrado similitudes en los patrones de diseño de herramientas encontradas en Ecuador y en Mesoamérica. Esto indica que la cultura Machalilla, podría haber estado en contacto con las culturas mesoamericanas, recibiendo estas sus influencias.
Se puede considerar emparentada con la cultura valdivia, con una clara evolución en el trabajo de la cerámica. Es característica de esta cultura la deformación de los cráneos, en sentido vertical y occipital, deformación que también queda representada en las figuras de cerámica, y que seguramente responde a razones estéticas y a un indicativo de posición social. También son característicos los recipientes con asas en forma de estribo y decoración con bandas rojas.
Por evidencias presentes en dos esqueletos que fueron encontrados en 1962 por los arqueólogos norteamericanos, se ha podido conocer la práctica de la deformación del cráneo en un sentido. Esta manipulación de la forma del cráneo se la practicaba cuando el individuo estaba con vida y con toda seguridad desde sus primeros años. Se ha podido comprobar que los machalilla mantuvieron una importante relación con otras culturas y pueblos lejanos como los de México Occidental, pues se han encontrado vasijas similares a las de esta cultura en el actual estado de Colima, donde habitaba la cultura capacha, hace aproximadamente 1500 años a. C. 
También su influencia fue notable en la costa peruana entre los años 700 y 800 a. C., llegando a inferir que existió un intercambio de rasgos culturales entre los tutishcainyos y los machalillas. Inclusive, el desarrollo de estudios posteriores permitió aseverar a Donald Ward Lathrap que Machalilla estuvo presente en el desarrollo de las culturas “chavinoides” del Marañón.

## Alimentación y vivienda
Su alimentación se basó al igual que en valdivia- principalmente en la agricultura y en el aprovechamiento de los recursos marinos, para lo cual utilizaban, redes para la pesca en la orilla y anzuelos hechos de madreperla para las aguas profundas.
Las viviendas machalilla -de las que existen evidencias en Salango- tenían forma rectangular y se levantaban sobre pilotes. Como una innovación en cuanto a costumbres funerarias se refiere, los machalillas enterraban a sus deudos en el interior de sus viviendas. Los hombres eran buenos pescadores mientras que las mujeres recolectaban los frutos para alimentar a sus familias

## Cerámica
En la cerámica machalilla se dan interesantes innovaciones tipológicas como la aparición de los recipientes antropomorfos que, sin perder su funcionalidad original, adquieren las sugerentes formas humanas en las que el alfarero captó su propia imagen o la de su grupo social.
Se han identificado hasta 23 formas de recipientes con sus correspondientes variantes, formas que se pueden agrupar en los siguientes tipos: cuencos, ollas, platos, botellas con pico alto y cilíndrico, botellas con asa de estribo. La pasta de la cerámica es más fina que la de la Valdivia con un elaborado acabado exterior constituido por un engobe rojo. Existen además piezas en las que se utilizó la técnica del quemado del fuego reducido, con poca entrada de aire y que produce la cerámica con superficies negras, en algunos casos decoradas con líneas grabadas post-cocción. Algunas figurillas tienen un rostro redondo con una nariz prominente y aguileña. Se nota además la presencia de ojos “granos de café” constituidos por una bolita de barro con una incisión horizontal.